# Myrmelachista longinoda
Myrmelachista longinoda är en myrart som beskrevs av Auguste-Henri Forel 1899. Myrmelachista longinoda ingår i släktet Myrmelachista och familjen myror. Inga underarter finns listade i Catalogue of Life.